# Орехово (Попаснянский район)
Орехово (укр. Оріхове) — село в Попаснянском районе Луганской области Украины. Население по переписи 2001 года составляло 621 человек. Занимает площадь 2 км².